# AqBurkitt

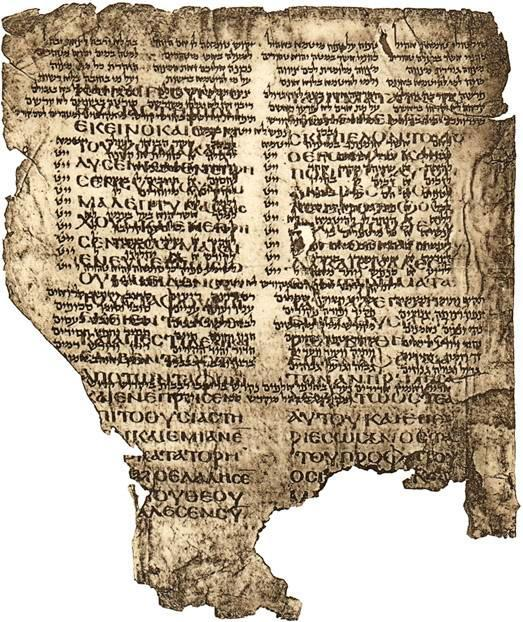
Palimpsesto Taylor-Schechter 12.184 que tiene como texto sobreescrito un poema litúrgico de Yannai y como texto subyacente 2 Reyes 23:11-27 en la versión de Aquila

La sigla AqBurkitt designa esa parte de la traducción estrictamente literal de la Biblia hebrea al griego por Aquila de Sinope que se encuentra como texto subyacente de un palimpsesto publicado por Francis Crawford Burkitt en 1897.
Burkitt basó su estudio en dos fragmentos de pergamino provenientes de la geniza (el depósito de archivos) de la Sinagoga Ben Ezra en El Cairo, Egipto (v. Geniza del Cairo), y que Solomon Schechter llevó en 1896 a la Universidad de Cambridge, donde todavía se conservan.

## El manuscrito
Los fragmentos que Burkitt publicó habían sido parte de una colección de himnos litúrgicos del poeta judío del siglo VII Yannai, escrita en un cuaderno de hojas de pergamino tomadas de los restos de libros anteriores y reutilizadas después de borrar la escritura anterior. Es decir, eran todas palimpsestos. Una de las hojas reutilizadas, el fragmento de manuscrito Taylor-Schechter 12.182, es famosa por las partes de la Hexapla de Orígenes conservadas en su texto subyacente. Otra antes de ser borrada tenía una traducción aramea de Juan 14:25-15:16. Las dos publicadas por Burkitt habían contenido textos de Aquila: el fragmento Taylor-Schechter 12.184, correspondiente a los facsímiles 1 y 2 del libro de Burkitt, y el fragmento Taylor-Schechter 20.50, que es una hoja doblado (cuatro páginas) que era la parte central del cuaderno de los poemas de Yannai, y que corresponde a los facsímiles 3–6.
El sitio web de la Universidad de Cambridge proporciona imágenes en colores que se pueden ampliar para examinarlas más minuciosamente.

## Los textos de Aquila
En el fragmento Taylor-Schechter 12.184 se encuentra la versión de Aquila de 3 Reinos 21:7–17 (enumeración de la Septuaginta, correspondiente a 1 Reyes 20 del Texto Masorético), transcrita por Burkitt en las páginas 3–4 de su libro; y en el Taylor-Schechter 20.50 está su versión de 4 Reinos (en el Texto Masorético 2 Reyes) 23:11–27 (páginas 5–8 del libro de Burkitt).
El texto griego de estos fragmentos está escrito con letras grandes unciales dispuestas en dos columnas por página.
A pesar de estar escrito en griego, el texto generalmente representa el tetragrámaton con sus cuatro letras hebreas en la forma arcaica del alfabeto paleohebreo. Burkitt cita a Orígenes que observó que no "se debe ignorar que los griegos pronuncian el tetragrámaton Κύριος y los judíos Adonai [...] el nombre está escrito en las copias más esmeradas en letras hebreas, no las de la actualidad sino de la forma más antigua". Luego Burkitt comenta: "¿Puede haber alguna duda de que por 'las copias más esmeradas' Orígenes aquí se refiera a los manuscritos de la Versión de Aquila, como nuestro palimpsesto?"
En los relativamente pocos versos de la versión de Aquila descritos en el libro de Burkitt se encuentra también otra manera de indicar el tetragrámaton.  En 4 Reinos (2 Reyes) 23:24 (transcrito en página 8 del libro de Burkitt, col. a, línea 15) del libro de Burkitt, el escriba se quedó sin espacio para escribir el tetragrámaton al final de la línea y se contentó de utilizar el sistema de nomina sacra para indicarlo como κς = κυρίου, genitivo de κύριος, ya que, como indicó Orígenes, los griegos pronunciaban como κύριος la combinación de letras arcaicas hebreas que representaba el tetragrámaton.

## Datación
Aquila realizó aproximadamente en el año 130 su versión, que no debe confundirse con la Septuaginta, que es mucho más antigua. Burkitt observó que para los estudiosos el valor principal de la traducción de Aquila consiste en el hecho que no es la Septuaginta y por eso ayuda a discernir la forma original de la Septuaginta antes de ser influenciada por la obra de Aquila.
Gracias a la gran cantidad de manuscritos griegos disponibles, el estudio de la paleografía griega está avanzado y por eso se asigna con confianza al siglo VI el texto subyacente de los fragmentos de manuscrito publicados por Burkitt.
El texto sobreescrito de Yannai puede ser de los siglos IX–XI.

## Religión del escriba del texto de Aquila
Podería parecer lógico suponer que el manuscrito de la versión de Aquila, que no es la Septuaginta favorecida por les cristianos sea obra de un judío, que fue reutilizado para hacer una colección de himnos litúrgicos judíos, y que se encontró en el depósito de una sinagoga haya sido creado por y para judíos, pero, como indica Edmon L. Gallagher, algunos ponen en duda esa suposición.